# 厄立特里亚正統合性教會
厄立特里亚正統合性教會是总部位于厄立特里亚首都阿斯马拉的东方正统教会之一，是1993年厄立特里亚独立后受到亚历山大科普特正教会教宗欣诺达三世承认的自主教会。